# Can't Buy a Thrill
Albums de Steely Dan
Countdown to Ecstasy
(1973)
Singles
1. Do It Again
Sortie : octobre 1972
2. Reelin' In the Years
Sortie : février 1973

Can't Buy a Thrill (1972) est le premier album du groupe de rock américain Steely Dan. Il a été disque d’or et a atteint la 17e place au classement des meilleures ventes.
Do It Again et Reelin' in the Years sont sorties en single et ont atteint respectivement les positions 6 et 11 du Billboard Hot 100.

## Titres de l’album
Compositions de Walter Becker et Donald Fagen
1. Do It Again - 5:56
2. Dirty Work (en) - 3:08
3. Kings - 3:45
4. Midnight Cruiser - 4:08
5. Only a Fool Would Say That - 2:57
6. Reelin' in the Years (en) - 4:37
7. Fire in the Hole - 3:28
8. Brooklyn (Owes the Charmer Under Me) - 4:21
9. Change of the Guard - 3:39
10. Turn That Heartbeat over Again - 4:58

## Musiciens

### Steely Dan
- David Palmer (en) - Chant sur Dirty Work et Brooklyn, chœurs
- Donald Fagen – Piano, piano électrique, orgue Yamaha YC-30 (solo sur Do It Again), chant sauf sur Dirty Work, Midnite Cruiser et Brooklyn
- Jeff "Skunk" Baxter – Guitare, guitare pedal steel, monologue sur Only a Fool Would Say That
- Denny Dias – Guitare, sitar électrique
- Walter Becker – basse électrique, chœurs
- Jim Hodder (en) – Batterie, percussion, chant sur Midnite Cruiser, chœurs

### Personnel additionnel
- Elliott Randall - Guitare solo sur Kings and Reelin in the Years
- Jerome Richardson – Saxophone ténor
- Snooky Young - Flugelhorn
- Victor Feldman - Percussion
- Chœurs sur Brooklyn et Kings
  - Venetta Field
  - Clydie King
  - Shirley Matthews

## Production
- Gary Katz - Producteur
- Roger Nichols – Ingénieur du son
- Tim Weston – Assistant ingénieur
- Robert Lockart – Design Pochette